# Erik Frieberg

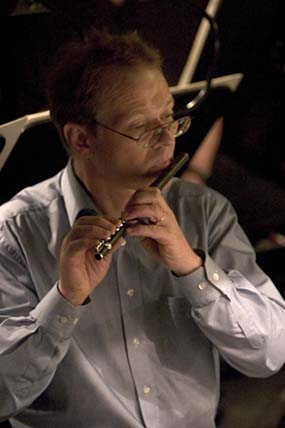
Erik Frieberg spelar piccolaflöjt med hovkapellet (Fotot av Alexander Kenney, 2005)

Johan Erik Frieberg, född 30 januari 1951, är en svensk flöjtist och tecknare.
Studier i Finland varvades med arbete i Lahtis stadsorkester och på Finlands nationalopera och -balett. Efter en termin på Musikhögskolan i Stockholm anställdes han i Malmö Konserthusstiftelse 1977. Efter ett år fortsatte han med studier i Paris som fransk statsstipendiat hos Michel Debost(en) och Raymond Guiot(en). När han var klar med studierna i Paris flyttade han till Stockholm där han under åtta års tid ägnade sig åt frilansverksamhet fram till 1991 då han anställdes som flöjtist i Kungliga Hovkapellet på Kungliga Operan, där han arbetade fram till 2016 då han gick i pension.
Tecknandet lärde sig Frieberg autodidakt under åren i Paris då han skickade vykort hem som han skissat själv. Sedan dess har han fortsatt rita ett flertal skämtteckningar som kan synas lite var som helst i operahus runt om i världen.